# Ферозе Хан (хокеїст на траві)
Ферозе Хан (9 вересня 1904 — 21 квітня 2005) — індійський хокеїст на траві.
Олімпійський чемпіон 1928 року.